# Xã Mount Auburn, Quận Christian, Illinois
Xã Mount Auburn (tiếng Anh: Mount Auburn Township) là một xã thuộc quận Christian, tiểu bang Illinois, Hoa Kỳ. Năm 2010, dân số của xã này là 1.028 người.